# 関根聖隆
関根 聖隆（せきね きよたか、1999年7月5日 - ）は、神奈川県出身の、日本の柔道選手。階級は100 kg級。身長173 cm。血液型O型。組み手は左組み。得意技は背負投。

## 経歴
柔道は3歳の時に港武館道場で始めた。小学校5年の時に全国小学生学年別柔道大会45kg超級の初戦で敗れた。兵庫県の姫路市立灘中学校へ進むと、2年の時に近代柔道杯で1年後輩の村尾三四郎などとともに活躍して2位になった。3年の時には全国中学校柔道大会の個人戦90kg級で2位、団体戦で3位になった。マルちゃん杯では2位だった。神奈川県の桐蔭学園高等学校へ進むと、1年の時には全日本カデの90kg級で2位になった。2年の時には全日本カデの90kg超級準決勝で大成高校2年の東部直希に合技で敗れて3位だった。インターハイ100kg級では準決勝で国士舘高校3年の飯田健太郎に片羽絞で敗れて3位だった。全国高校選手権の個人戦無差別では準決勝で東部に反則勝ちするも、決勝で開星高校2年の松村颯祐に指導2で敗れた。団体戦では決勝の大成高校戦で東部を判定で破ってチームを優勝へ導き、最優秀選手に選ばれた。3年の時には金鷲旗の決勝で同じ神奈川県の東海大相模高校を破って優勝した。インターハイの団体戦でも後輩の村尾などとともに活躍して優勝を飾り、団体戦の高校3冠(全国高校選手権、金鷲旗、インターハイ)を達成した。個人戦では準々決勝で長崎日大高校3年の山口貴也に敗れて5位だった。全日本ジュニアでは決勝で山口に袈裟固で敗れて2位だった。2018年には筑波大学へ進むと、1年の時には体重別の初戦で京葉ガスの下和田翔平に大外刈で敗れた。優勝大会では3年先輩の佐々木健志などとともに活躍して2位になった。全日本ジュニアでは優勝した。世界ジュニアでは準決勝まで全て一本勝ちすると、決勝ではオランダのシメオン・カタリナをGSに入った直後に小内巻込の技ありで破って優勝した。2年の時には優勝大会決勝の東海大学戦で敗れてチームも2位に終わった。4年の時には優勝大会で2位だった。2022年からは日本エースサポートの所属となった。

## 戦績
- 2014年 -　近代柔道杯　2位
- 2014年 -　全国中学校柔道大会　個人戦90kg級　2位　団体戦　3位
- 2014年 -　マルちゃん杯　2位
- 2015年 -　全日本カデ　2位(90kg級)
- 2016年 -　全日本カデ　3位(90kg超級)
- 2016年 -　インターハイ　個人戦100kg級　3位
- 2017年 -　全国高校選手権　個人戦無差別　2位　団体戦　優勝
- 2017年 -　金鷲旗　優勝
- 2017年 -　インターハイ　個人戦　5位　団体戦　優勝
- 2017年 -　全日本ジュニア　2位
- 2017年 -　講道館杯　7位
- 2018年 -　オーストリアジュニア国際　優勝
- 2018年 -　優勝大会　2位
- 2018年 -　全日本ジュニア　優勝
- 2018年 -　世界ジュニア　優勝
- 2019年 - ヨーロッパオープン・ローマ　7位
- 2019年 - 優勝大会　2位
- 2021年 - 優勝大会　2位

(出典、JudoInside.com)